# CNN特捜リポート
『CNN特捜リポート』（シーエヌエヌとくさつリポート、CNN Special Investigations Unit）は、2007年からCNNで放送されているドキュメンタリー番組。『CNNプレゼンツ』の後番組にあたる。